# Кранах, Лукас (Старший)

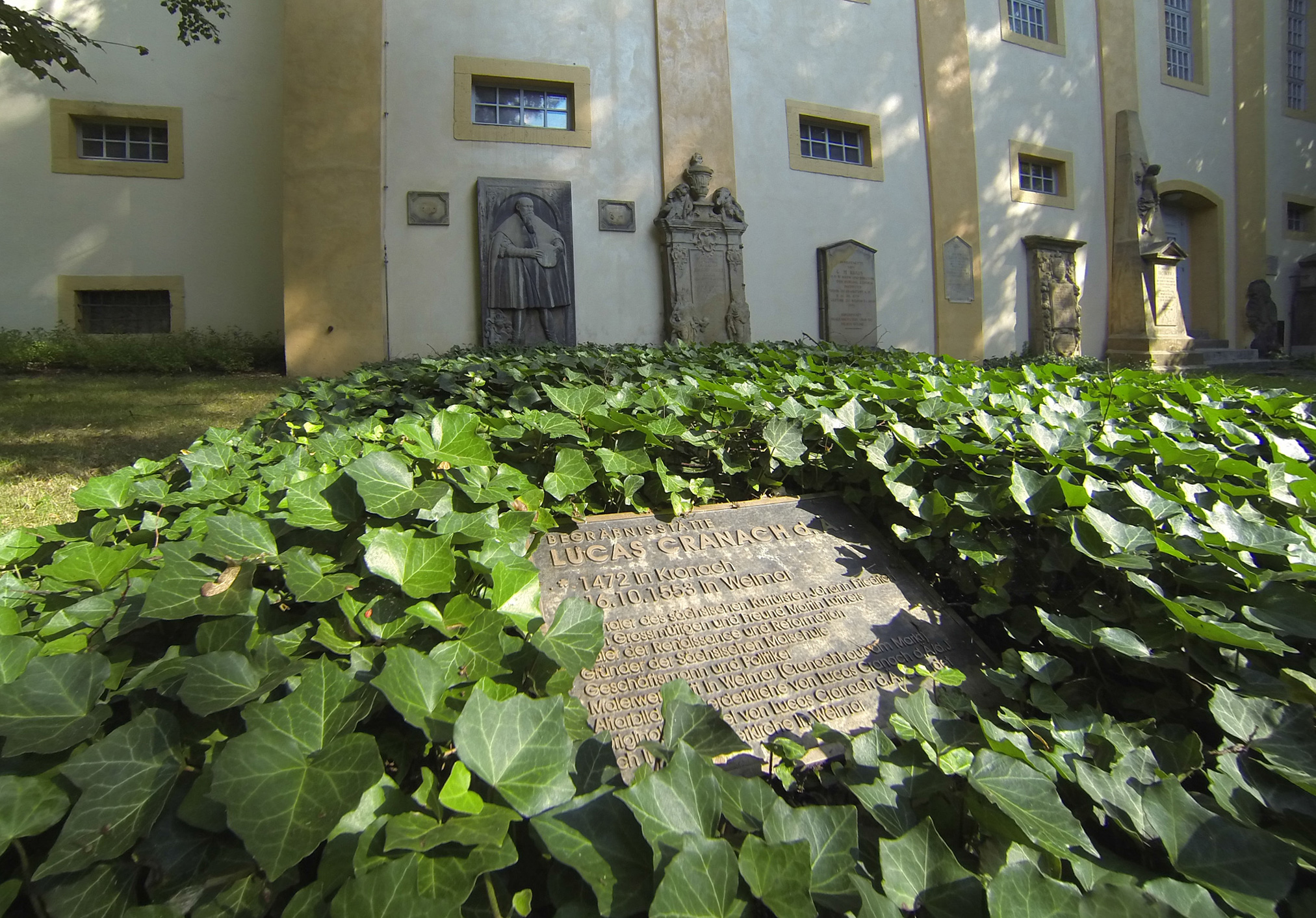
Захоронения Якобсфридхоф с могильной плитой живописца Лукаса Кранаха Старшего на переднем плане

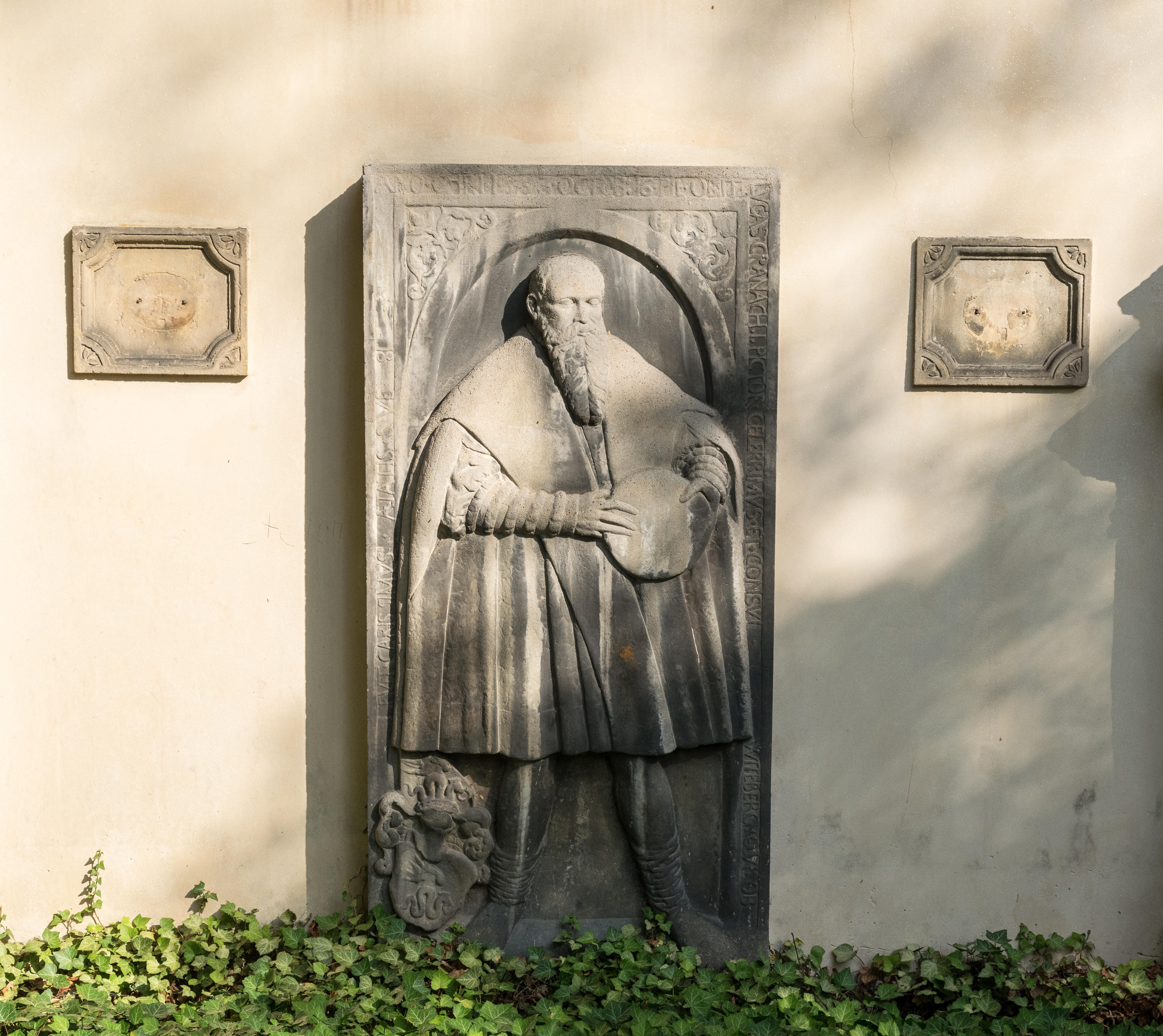
Плита-эпитафия Л. Кранаху Старшему

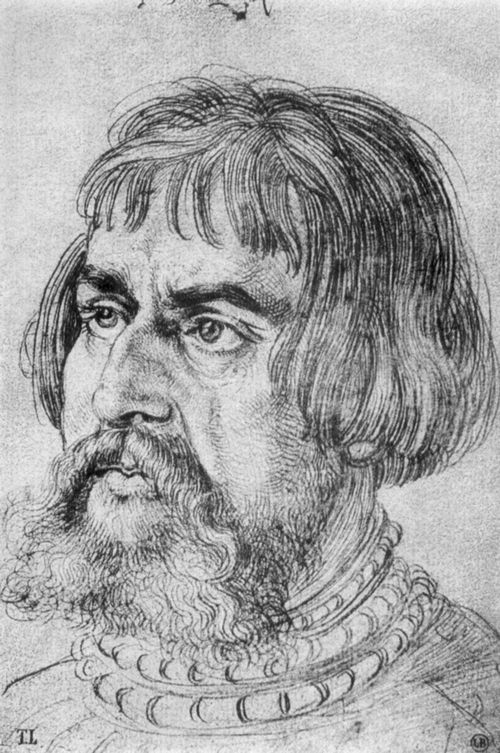
А. Дюрер. Портрет Лукаса Кранаха. 1524. Бумага, серебряный штифт. Музей Бонна-Эллё, Байонна, Франция

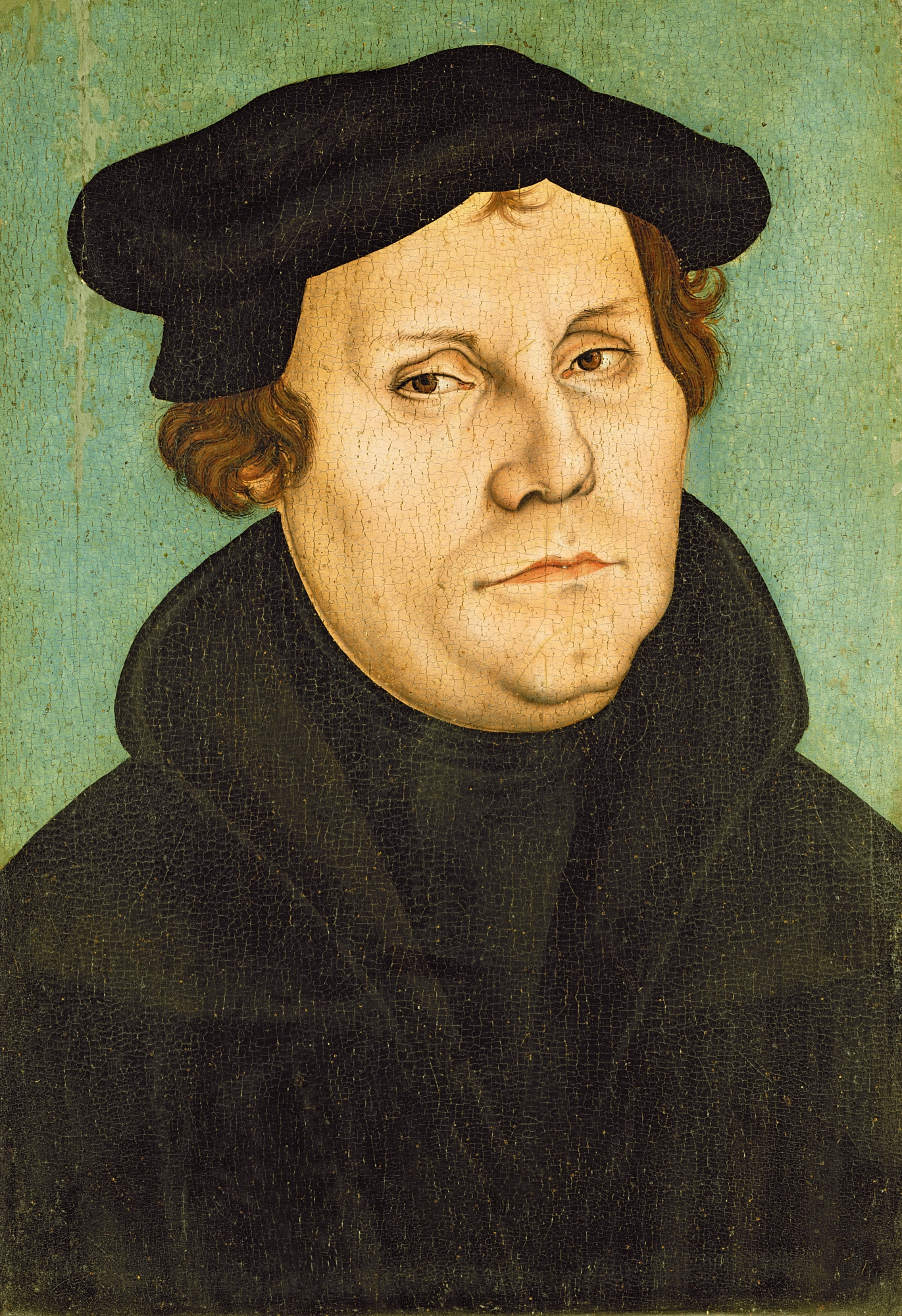
Мастерская Кранаха. Портрет Мартина Лютера. 1528. Дерево, масло. Лютерхаус, Виттенберг

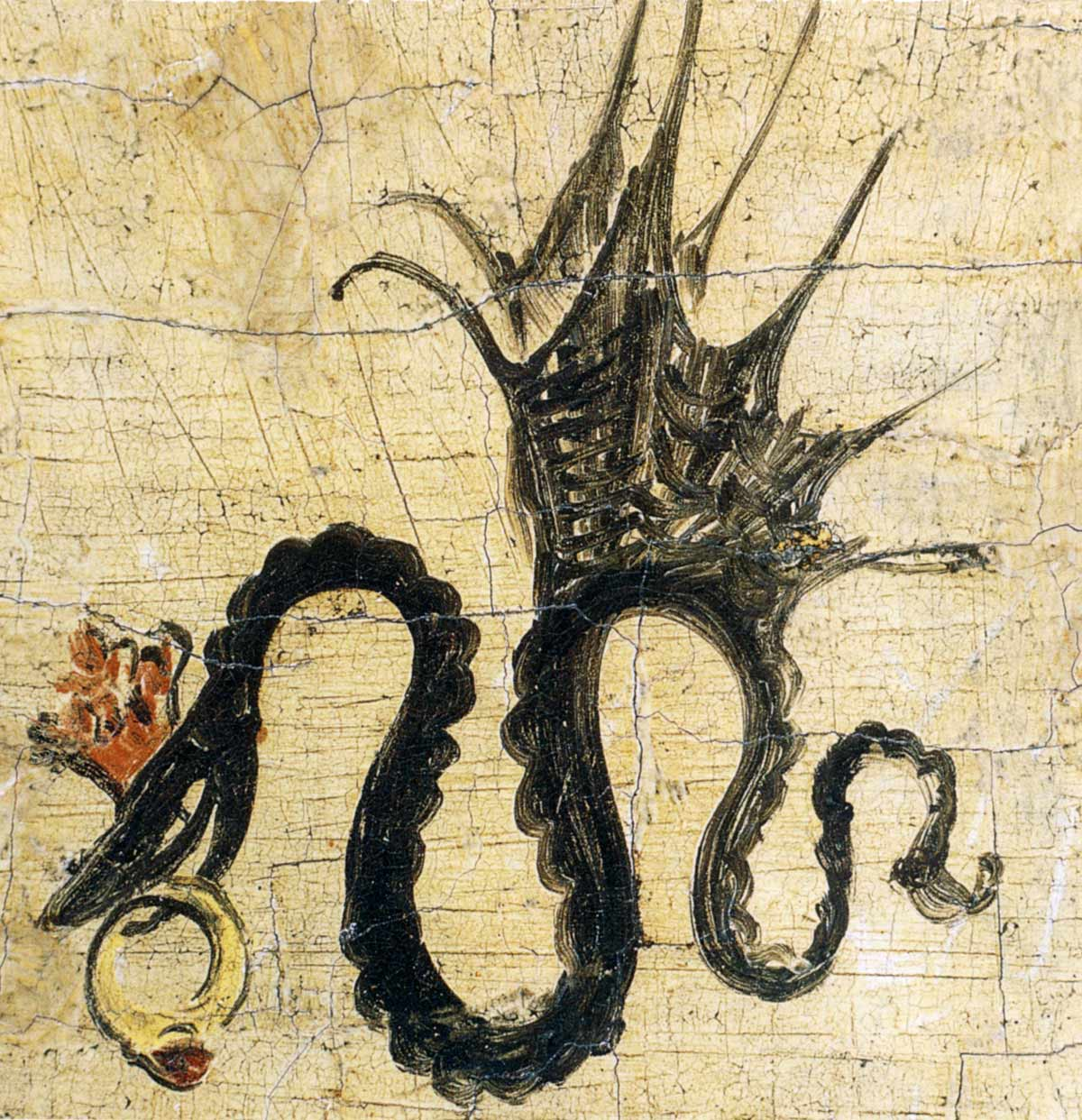
Сигнатура Лукаса Кранаха Старшего

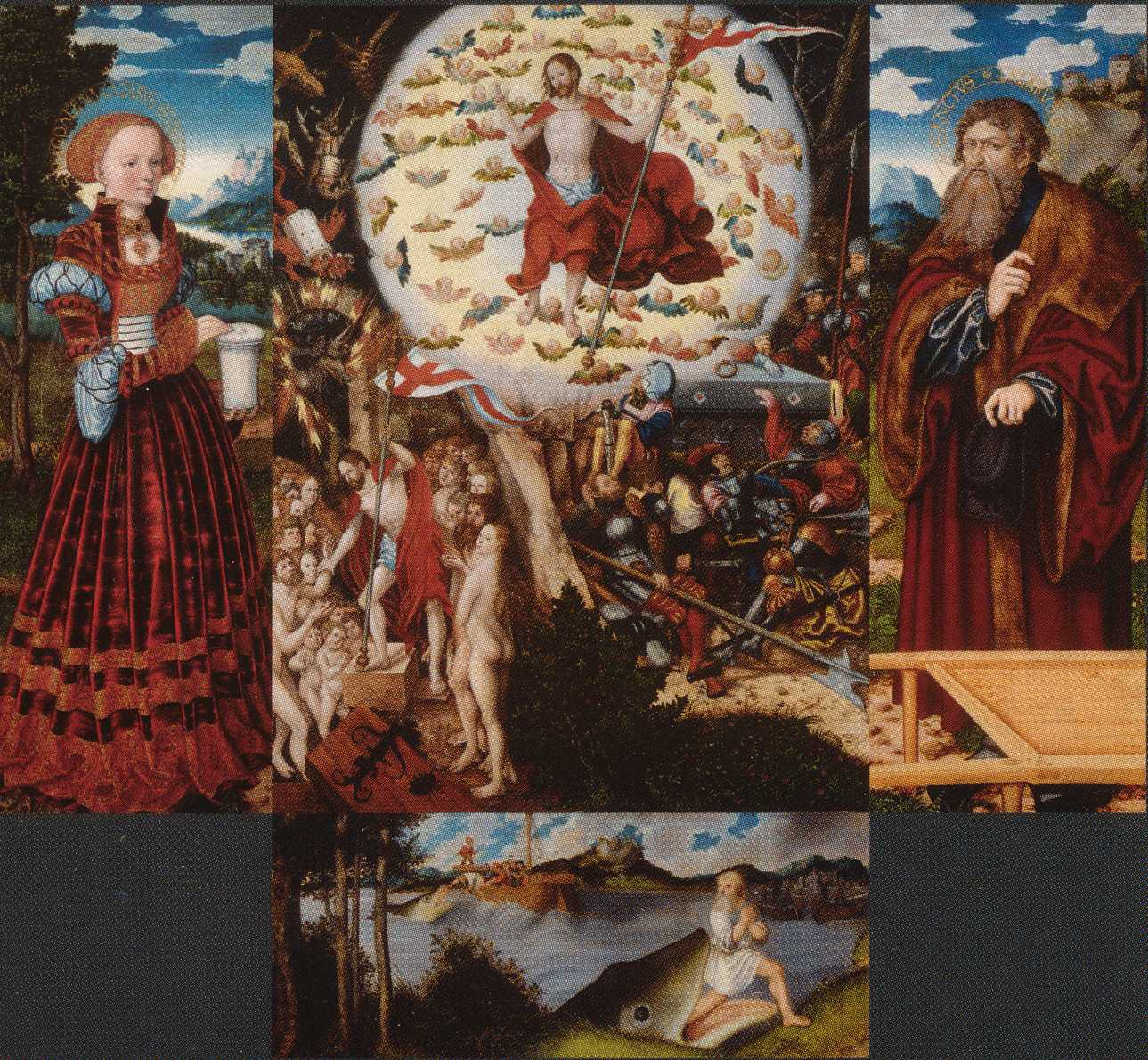
Реконструкция алтаря Святой Магдалины. Праздничные створки. 1520—1525

Лу́кас Кра́нах Ста́рший (нем. Lucas Cranach der Ältere; 4 октября 1472[…], Кронах, Prince-Bishopric of Bamberg, Священная Римская империя[…] — 16 октября 1553[…], Веймар, Священная Римская империя) — немецкий рисовальщик, живописец и гравёр, эпохи Северного Возрождения и Реформации. Мастер живописных и графических портретов, жанровых и библейских композиций, соединявший в своём творчестве готические традиции с художественными принципами эпохи Возрождения. Один из основателей дунайской школы живописи. С 1505 года придворный живописец саксонских курфюрстов Виттенберга Фридриха Мудрого (1505—1525), Иоганна Твёрдого и Иоганна Фридриха Великодушного. Сторонник идей Реформации и друг Мартина Лютера. Глава большой мастерской, настоящей фабрики картин, оставившей около пяти тысяч произведений. Даже современники поражались продуктивности мастера. Его дело продолжали сыновья: Ганс Кранах и Лукас Кранах Младший.

## Биография
Лукас Кранах Старший родился в Кронахе, Верхняя Франкония. Дата его рождения и фамилия отца, художника Ганса Малера (нем. maler — живописец), жена которого Барбара была урожденной Хюбнер, установлены по косвенным источникам сравнительно недавно. У Лукаса было по меньшей мере шесть сестёр и два брата. Его мать умерла около 1491 года.
Получив начальное художественное образование у отца, Лукас, вероятно, отправился в путешествие в качестве подмастерья. В 1502 году он приехал в Вену и оставался там до 1504 года.
Вена считалась культурным центром того времени благодаря политике императорского двора Максимилиана I. В Вене Лукас завязал первые контакты с ведущими гуманистами своей эпохи. Во время пребывания в Вене художник начал подписывать картины по месту рождения: «Lucas aus Kronach» (Лукас из Кронаха).
Около 1512 года Кранах женился на Барбаре Бренгбир, дочери Йобста Бренгбира, бургомистра Готы. У него рождается старший сын Ганс, в 1515 году — Лукас, а к 1520 году — три дочери. Всего у супругов было шестеро детей.
В 1505 году Лукас был нанят в качестве придворного художника курфюрста Саксонии Фридриха III Мудрого в Виттенберге. В обязанности Кранаха входило не только написание картин, но и изготовление книжных украшений, оформление придворных праздников и церемоний, различных декоративных предметов и декораций. Лукас Кранах возглавил большую художественную мастерскую, в которой было более десяти помощников, он печатал книги, совмещая эти занятия с книжной торговлей. Постепенно художник стал самым богатым, преуспевающим бюргером Виттенберга, известным издателем, владельцем недвижимости, аптеки, книжной лавки и типографии.
Неоднократно избирался бургомистром города.
6 января 1508 года Кранаху было пожаловано дворянство и личный герб: крылатая змейка с рубиновым кольцом во рту. С тех пор эта сигнатура ставилась как на работы самого Кранаха, так и на картины его мастерской. В том же году художник был направлен с дипломатической миссией в Мехелен, Нидерланды. Там он написал портреты императора Максимилиана I и его преемника, будущего императора Карла V, а также других членов императорского двора. Между 1515 и 1520 годами Кранах создал свои первые ксилографии (гравюры на дереве), некоторые из которых он, подобно Альбрехту Дюреру, продавал сам. В 1515 году вместе с Альбрехтом Дюрером и другими выдающимися художниками того времени он получил почётный заказ на иллюстрирование молитвенника Максимилиана I. В 1524 году Дюрер выполнил рисунок, портрет Кранаха серебряным штифтом.
В Виттенберге Кранах подружился с Филиппом Меланхтоном и Мартином Лютером. Вместе с женой он был свидетелем на свадьбе Лютера с Катариной фон Бора в 1525 году и крестным отцом старшего сына Лютера, Иоганнеса. Вторая жена его сына Лукаса, Магдалена Шурф, была племянницей Филиппа Меланхтона.
После смерти Фридриха Мудрого Кранах продолжал работать придворным художником при его преемниках Иоганне Твёрдом и Иоганне Фридрихе Великодушном. В 1547 году его третий работодатель, герцог Иоганн Фридрих Великодушный, был разбит императорскими войсками в битве при Мюльберге и взят в плен. По просьбе Иоганна Фридриха Кранах через три года последовал за ним в плен в Аугсбург, а затем в Инсбрук. Там он также работал для герцога и его гостей, а свою мастерскую в Виттенберге он тем временем передал сыну Лукасу. В Аугсбурге он познакомился с Тицианом. В 1552 году Лукас Кранах Старший отправился с герцогом в его новую резиденцию в Веймаре. Там он жил в доме своей дочери Барбары Кранах (ныне: «Кранаххаус»).
В 1520 году Лукас стал владельцем аптеки в Виттенберге, а несколько лет спустя он также был зарегистрирован как торговец бумагой и книгоиздатель. Вместе со своим деловым партнером, ювелиром Кристианом Дёрингом, он отвечал, среди прочего, за публикацию Сентябрьского завещания Мартина Лютера в 1522 году. Он стал уважаемой и влиятельной фигурой на своей новой родине. В 1519—1520 годах Кранах впервые занял должность казначея в совете Виттенберга и неоднократно занимал эту должность в последующий период до 1535 года. Кроме того, он был членом совета в период полномочий 1528—1529 годов.
С 1537 по 1544 год Лукас Кранах неоднократно занимал пост бургомистра Виттенбергской общины, а также несколько раз занимал должность помощника главы города.
Лукас Кранах Старший скончался 16 октября 1553 года в Веймаре. Похоронен на кладбище Якобсфридхоф при церкви Святого Якоба в Веймаре.
На могильной плите написано, что он «самый быстрый художник» (der schnellste Maler). Современная плита, является точной копией оригинальной. В 1859 году в целях сохранения памятника оригинал перенесён в городскую церковь Святых Петра и Павла (Herderkirche) и помещена слева от алтаря. Основанная Кранахом Старшим династия художников просуществовала до XVII века.

## Творчество
Оценки значения творчества Кранаха менялись на протяжении веков, иногда полярно. Но современники всегда ставили творчество художника рядом, чаще вторым, после Альбрехта Дюрера. А в начале XIX века романтики видели в произведениях Кранаха «истинно немецкое начало» в отличие от работ Дюрера, подверженного «итальянским влияниям». На справедливые оценки вклада художника в историю искусства влияло также значительное количество произведений его мастерской (учеников и помощников) не всегда высокого качества, в которой «растворяются» его собственные произведения.
Кранах Старший был сторонником Реформации, но ему приходилось лавировать между двумя огнями: влиятельными заказчиками-католиками и протестантами-реформаторами. Художник не скрывал своих симпатий к Лютеру и Реформации, и хотя графика Кранаха сыграла решающую роль в распространении идей Реформации (перевод Библии Лютера с иллюстрациями Кранаха был опубликован в 1522 году), он всегда работал — и успешно — для своих католических заказчиков и покровителей, особенно для Альбрехта Бранденбургского и альбертинского герцога Георга Бородатого. Для новой коллегиальной церкви Альбрехта в его любимой резиденции Галле мастерская Кранаха выполнила самый обширный цикл картин в истории немецкого искусства. С другой стороны, Кранах разрабатывал новые темы и иконографию для протестантов. Он иллюстрировал протестантские памфлеты, неоднократно писал портреты своего друга Лютера и финансировал издание Библии, переведённой последним на немецкий язык.
В алтарной картине «Аллегория искупления», центральной створке так называемого Гердеровского алтаря церкви Святых Петра и Павла в Веймаре (Гердеровской церкви), Кранах изобразил один из символов лютеранства: кровь, брызжущую из раны распятого Христа и смывающую грех с человека. Струя крови омывает самого художника и Мартина Лютера (в правой части картины). Слева Христос побеждает Сатану (алтарь завершён Лукасом Кранахом Младшим).
Влияния нидерландской школы живописи сказались на творчестве Кранаха прежде всего в элементах пейзажного фона алтарных картин. В этом отношении он считается одним из основателей «дунайской школы живописи»: он выработал утончённый стиль с гармоничным соединением фигур и пейзажа.
Под воздействием просвещённой атмосферы Веймара Лукас Кранах обратился к темам искусства античности и рискованному по тем временам изображению обнажённого тела. «Он даже выработал свой тип женской красоты, несколько угловатых, но трогательных фигур, в которых заметно готическое наследие. Этот тип повторялся и варьировался из картины в картину, что свидетельствует о спросе на подобные произведения. Примечательно всё же, что, несмотря на гедонизм, индивидуальный стиль Кранаха не теряет той угловатой экспрессивности, которая в целом свойственна немецкому искусству Северного Возрождения».

 «Так возник тип женского лица с узкими раскосыми глазами, острым подбородком и сладкой улыбкой, так возникли стройные, чуть сухощавые женские фигуры с мягкими движениями, так возникло всё искусство зрелого Кранаха — немного манерное, иногда чувственное и вместе с тем грубоватое, во вкусе вельмож — основных заказчиков художника»
Поэтическими аллегориями и сложной символикой, связанной сочинениями писателей-гуманистов эпохи Возрождения, навеяны несколько вариантов картины «Нимфа источника».
С 1537 года в связи со смертью старшего сына Ганса (по иной версии — с переходом мастерской к другому сыну — Лукасу Младшему) знаменитая крылатая змейка стала изображаться с опущенными крыльями. Среди многих учеников и помощников Кранаха Старшего выделяется имя Симона фон Ашаффенбурга.

## Наследие
Предполагается, что художник и его мастерская могли создать до 5000 картин. В наши дни в музеях, частных коллекциях и на рынке произведений искусства можно найти более 1000 произведений. Веймарский исследователь Кристиан Шухардт описал несколько сотен картин в своей работе о жизни и творчестве Кранаха, которая была опубликована в трёх томах между 1851 и 1871 годами.
В 1863 году Густав Партей перечислил 357 картин, приписываемых старшему Кранаху, в своём списке картин покойных художников всех школ Германии, а также около 400 других работ, которые можно считать принадлежащими младшему Кранаху, обоим или обеим мастерским и школам.
В 1932 году М. Фридлендер и Я. Розенберг собрали и прокомментировали около 850 картин (пересмотрены и опубликованы повторно в 1979 году). Многие произведения когда-то были частями обширных алтарных образов, большинство из которых можно только приблизительно реконструировать. Некоторые алтари Кранаха удалось реконструировать полностью (например, Алтарь Магдалины) или фрагментарно (например, Пражский алтарь).
Помимо картин на панно, имеется большое количество гравюр на дереве, около 350 рисунков и несколько гравюр на меди. Рисунки были изучены Гирсхаузеном в 1936 году, Розенбергом в 1960 году и — Хофбауэром в 2010 году. Подробный обзор всего творчества был представлен Кёпплином/Фальком в Базельском каталоге 1974/76 годов. Существуют и другие публикации, например, в Эрлангене имеется каталог примерно 80 рисунков, а в Дрездене — каталог музейной коллекции Кранаха.
В санкт-петербургском Эрмитаже имеются пять картин самого Кранаха и четыре картины его мастерской.
В 1972 году в Веймаре состоялась большая ретроспективная выставка произведений семьи Кранахов. В 2016 году в Санкт-Петербурге и в Москве была проведена монографическая выставка «Кранахи. Между Ренессансом и маньеризмом».

## Галерея

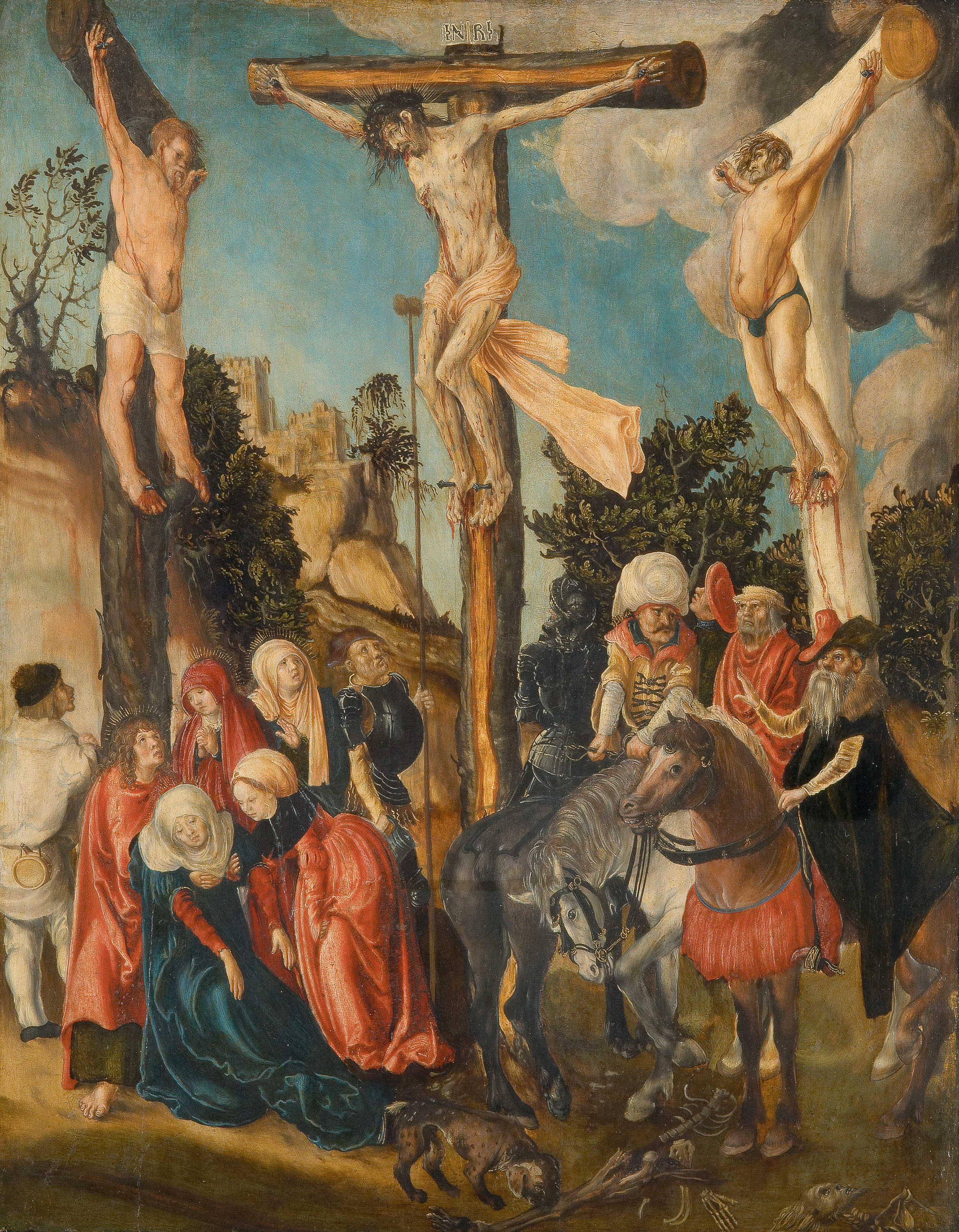
Распятие. Между 1500 и 1501. Дерево, масло. Музей истории искусств, Вена
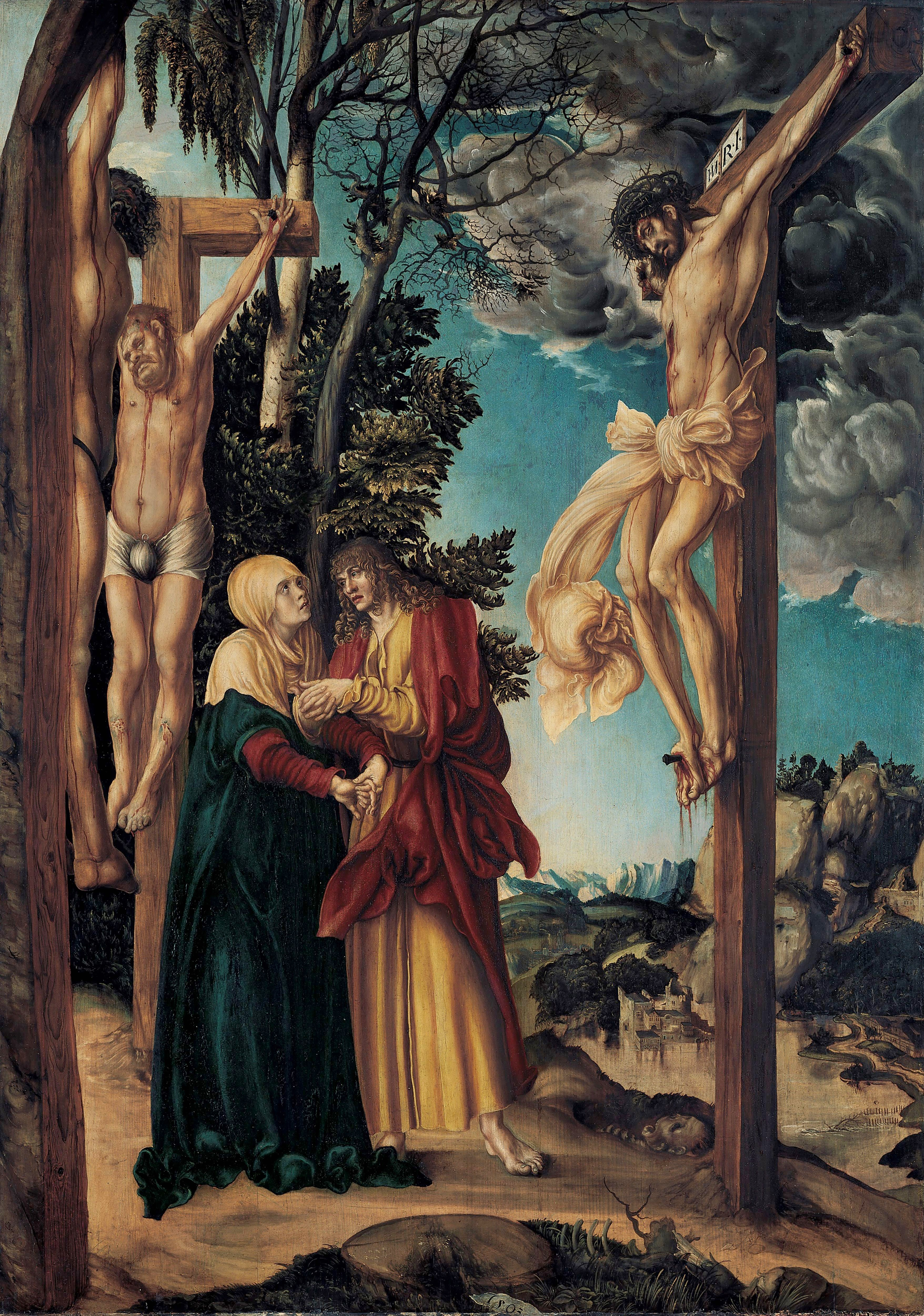
Распятие Христа. 1503. Дерево, масло. Старая пинакотека, Мюнхен
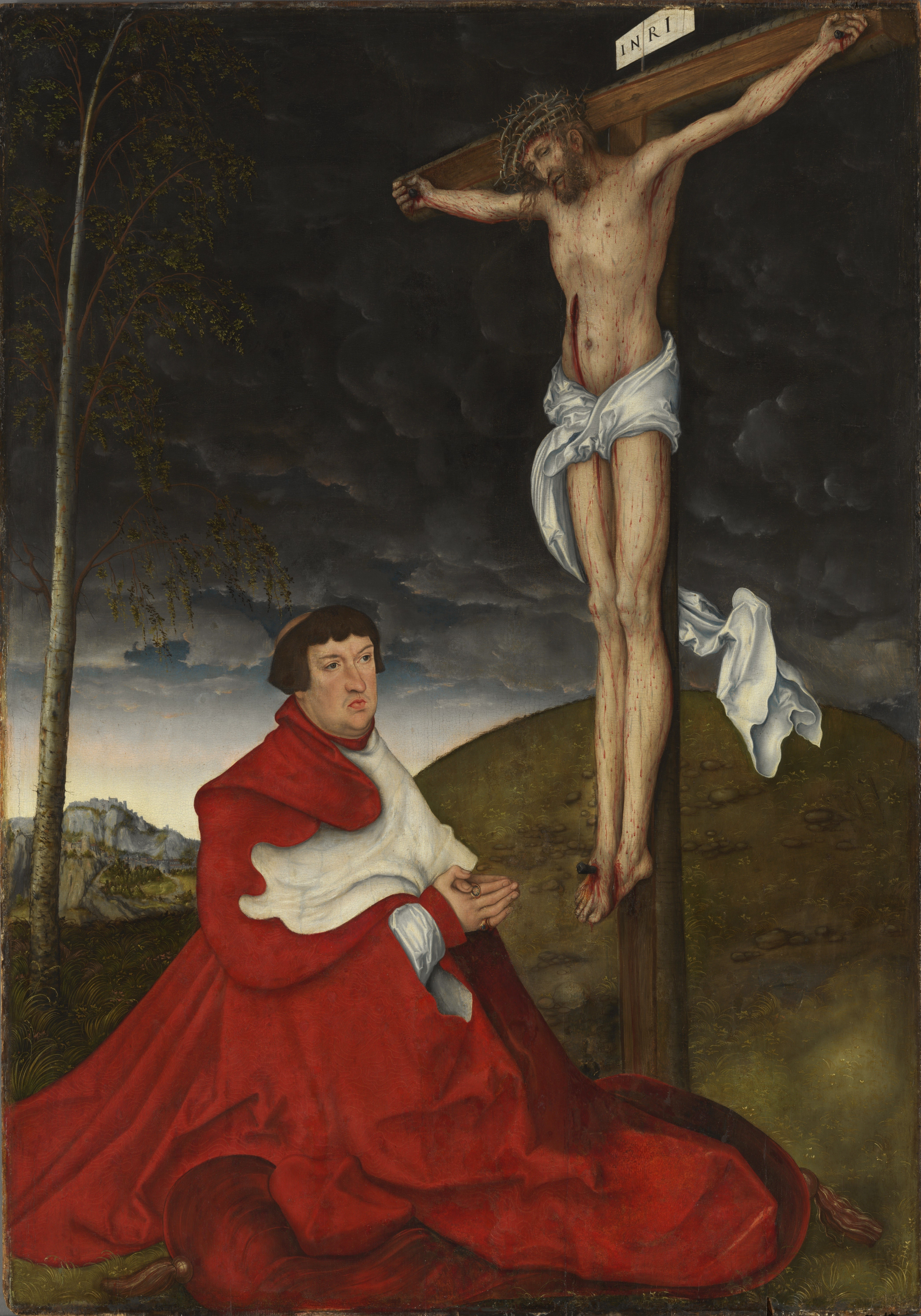
Кардинал Альбрехт Бранденбургский перед Распятием. Между 1520 и 1525. Дерево, масло. Старая пинакотека, Мюнхен
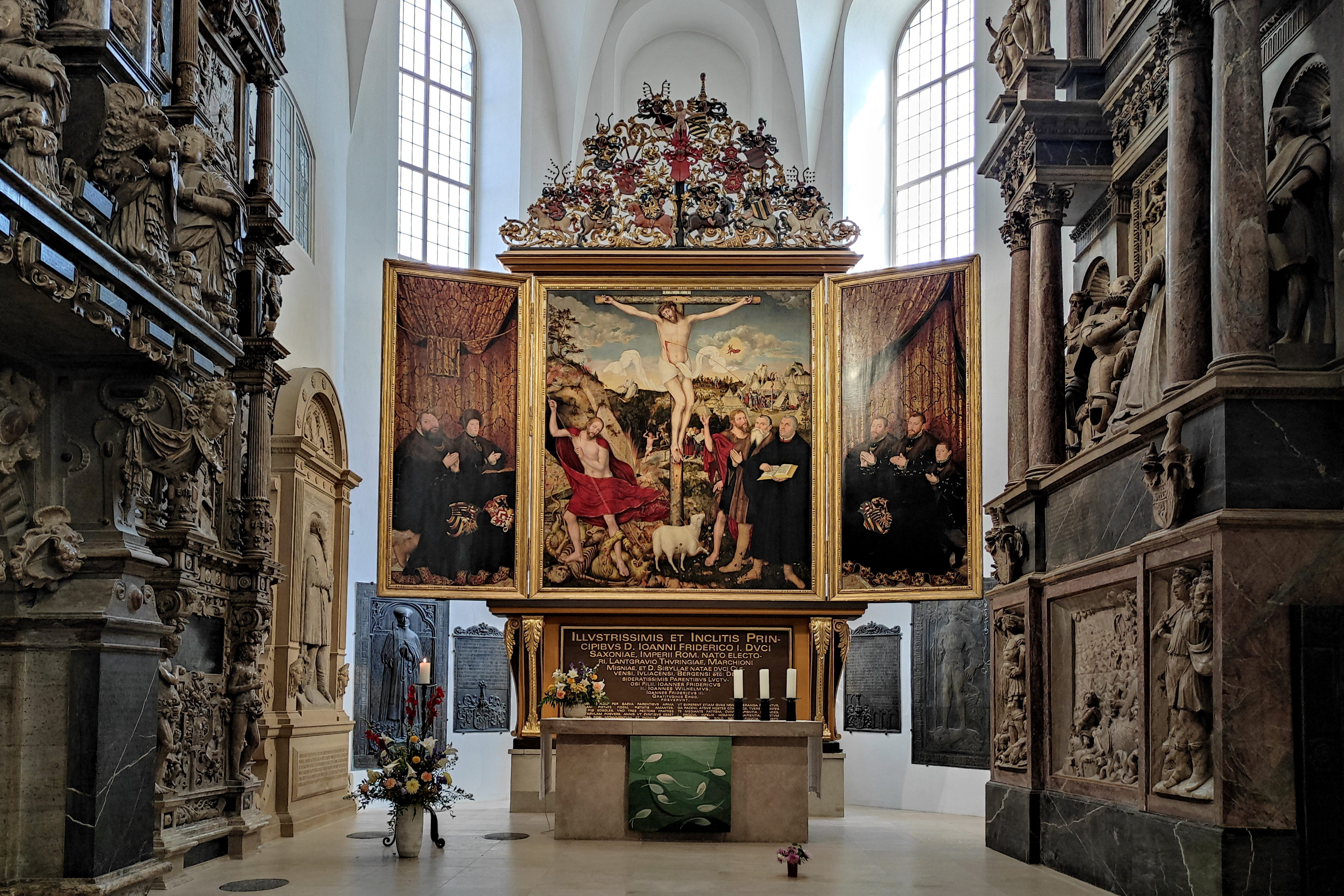
Гердеровский алтарь. 1552—1555. Приходская церковь Святых Петра и Павла, Веймар
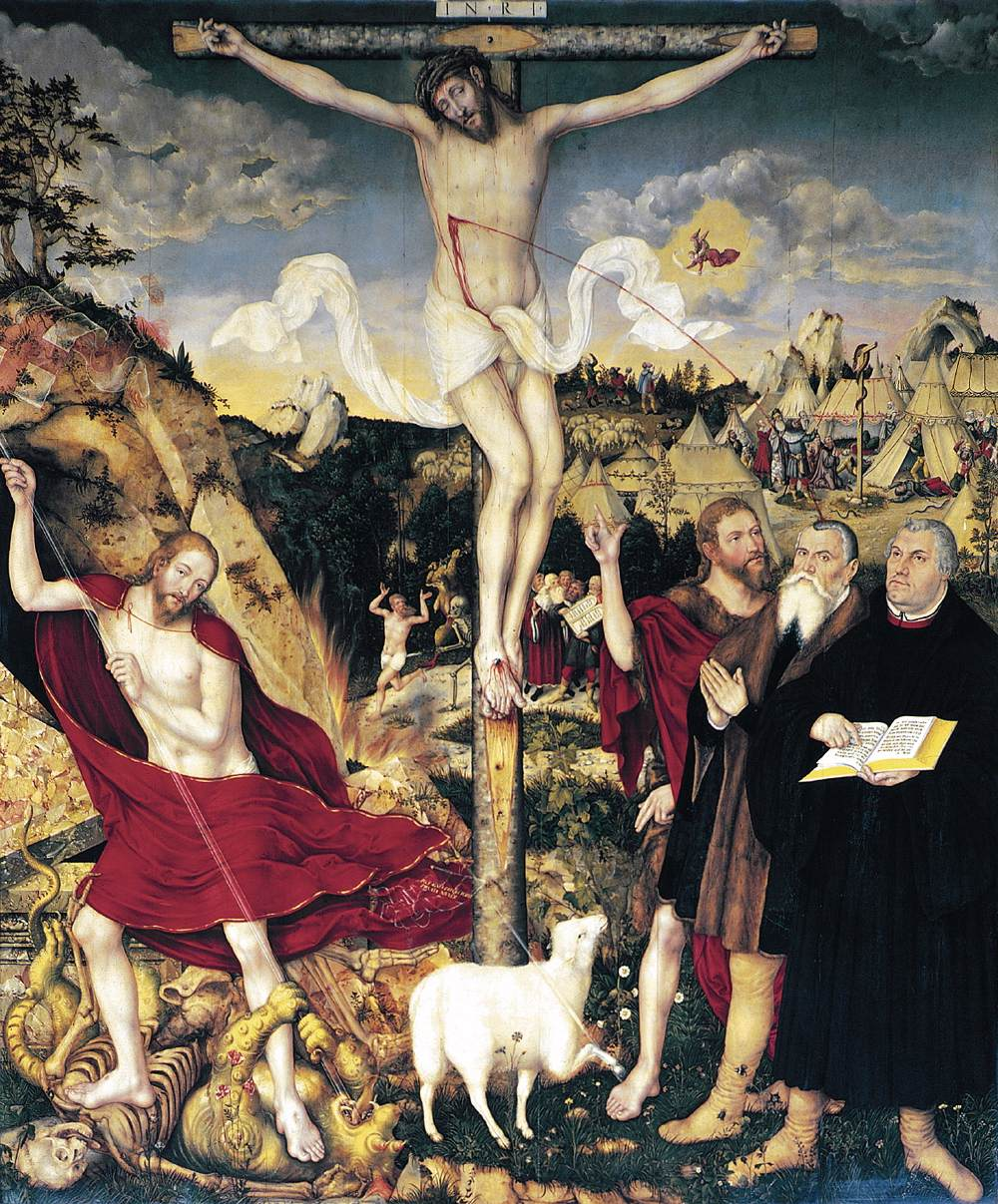
Аллегория искупления. Центральная часть алтаря
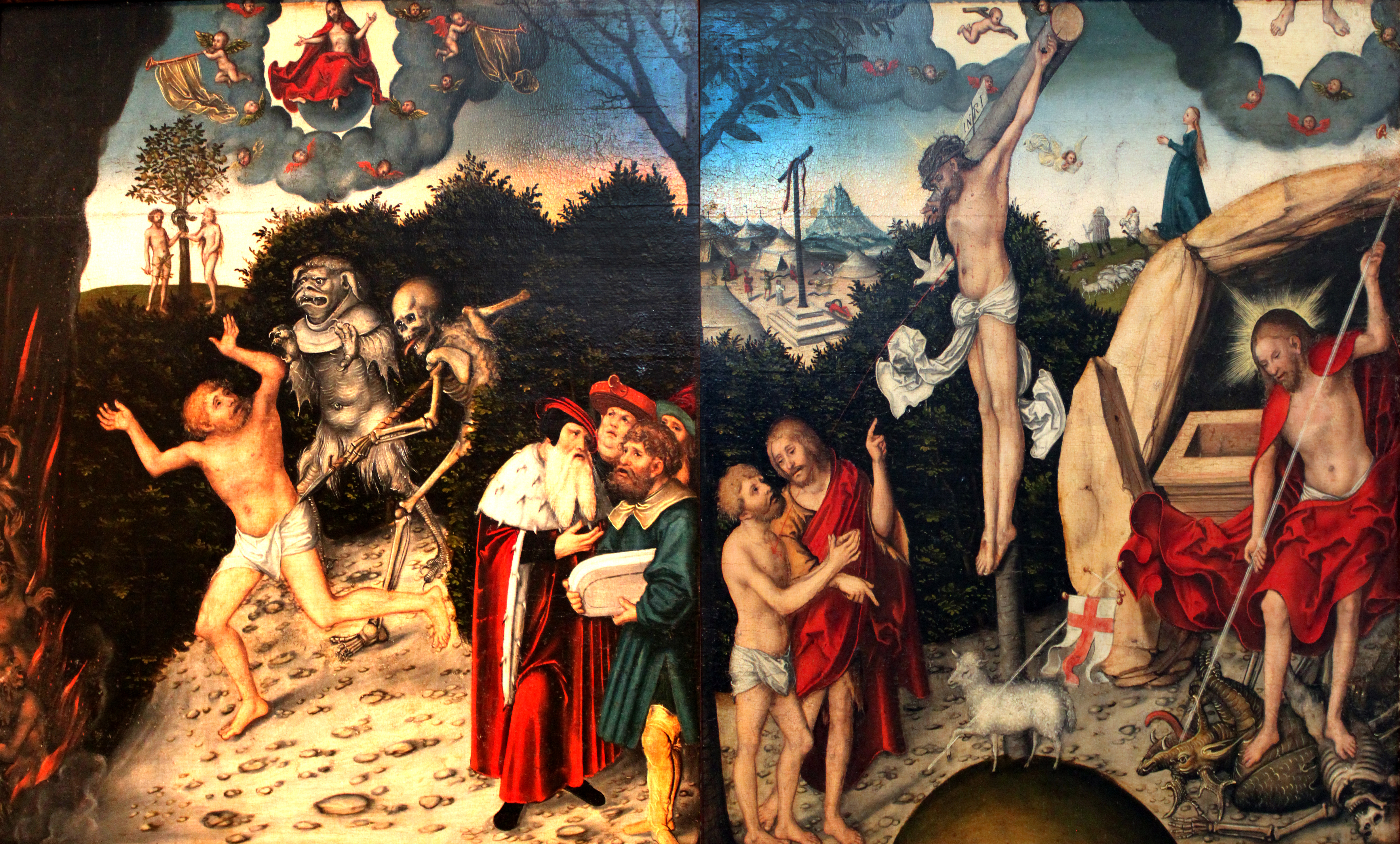
Аллегория Закона и Благодати по Лютеру. После 1529. Дерево, масло. Германский национальный музей, Нюрнберг
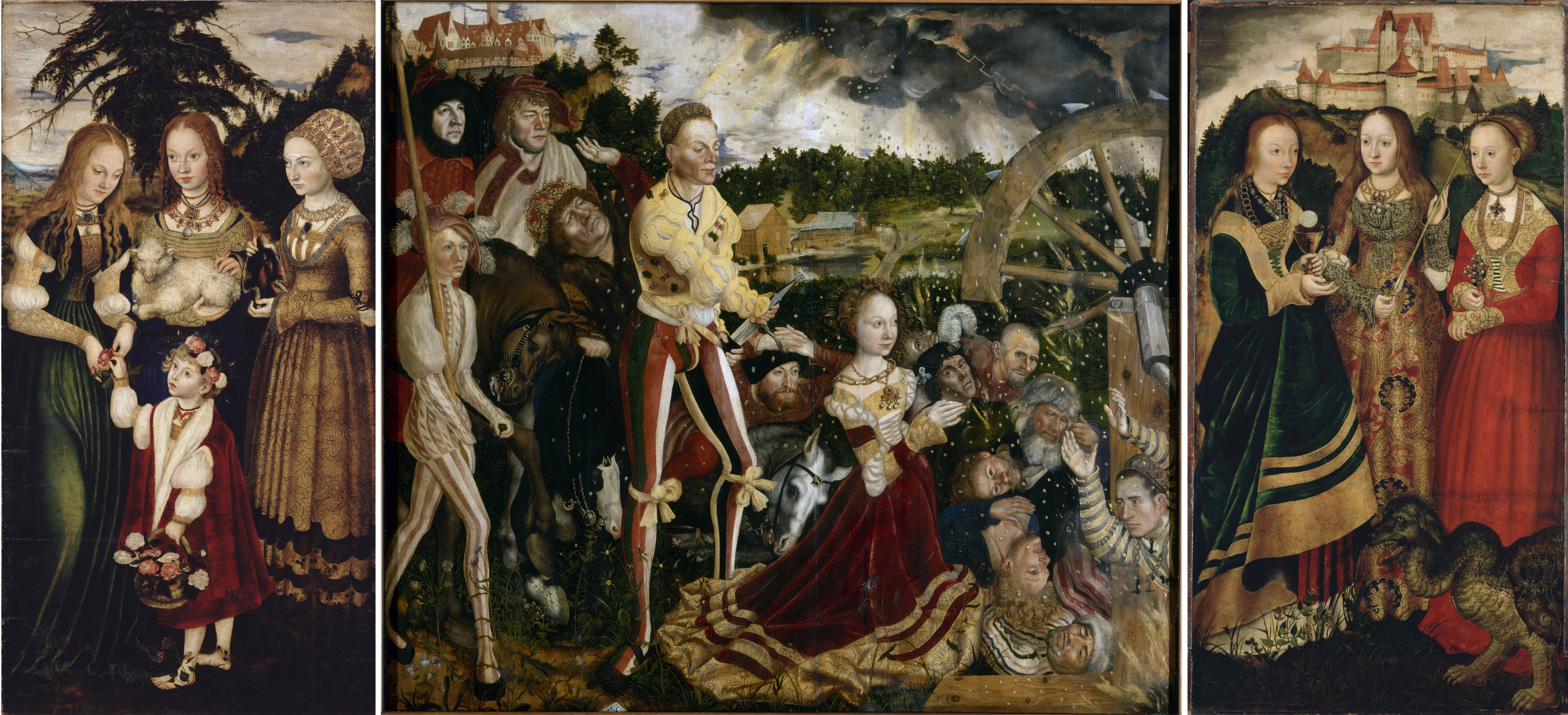
Алтарь Святой Екатерины. 1506. Дерево, масло. Галерея старых мастеров, Дрезден
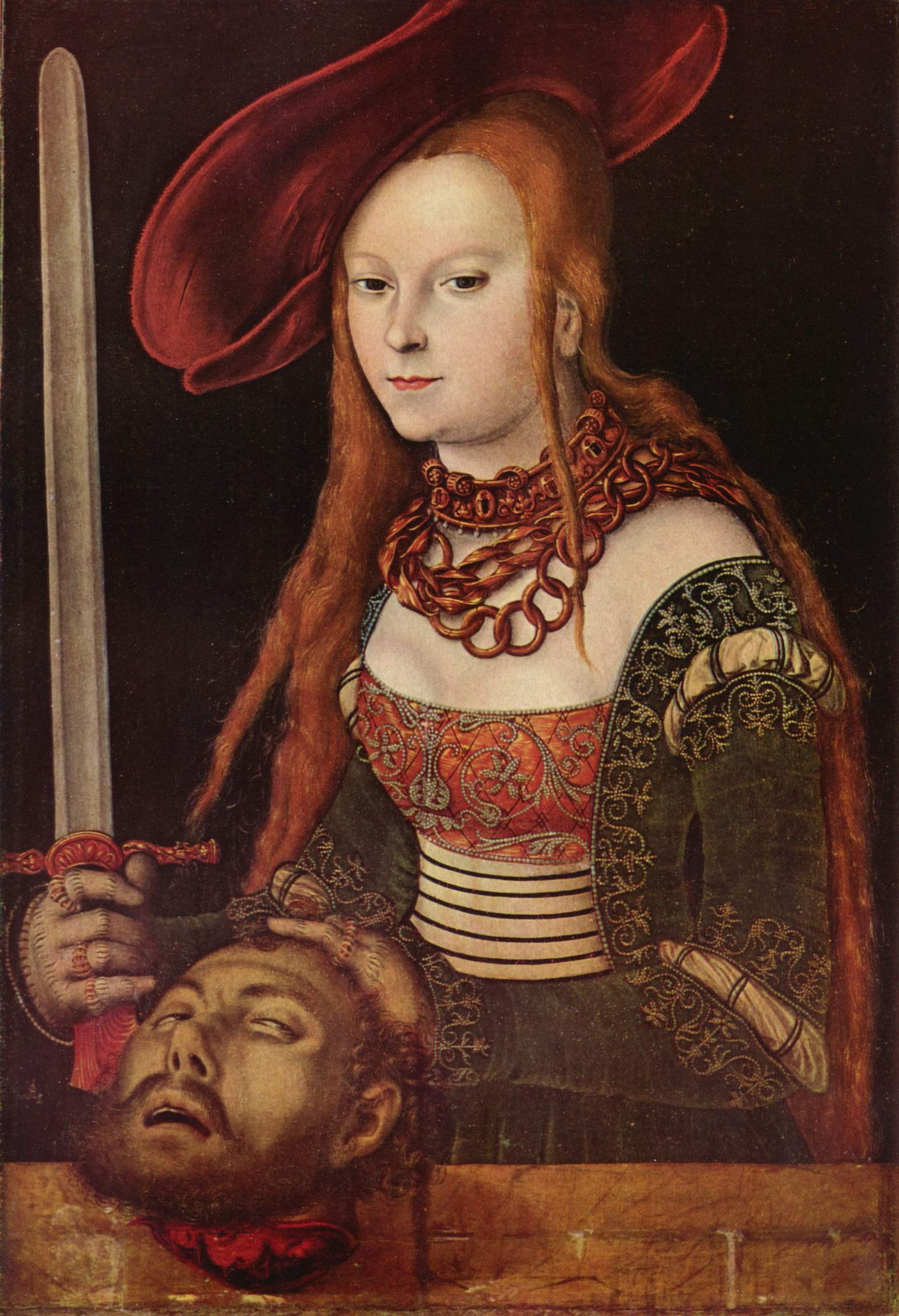
Юдифь с головой Олоферна. Ок. 1530. Дерево, темпера, масло. Государственная галерея Штутгарта
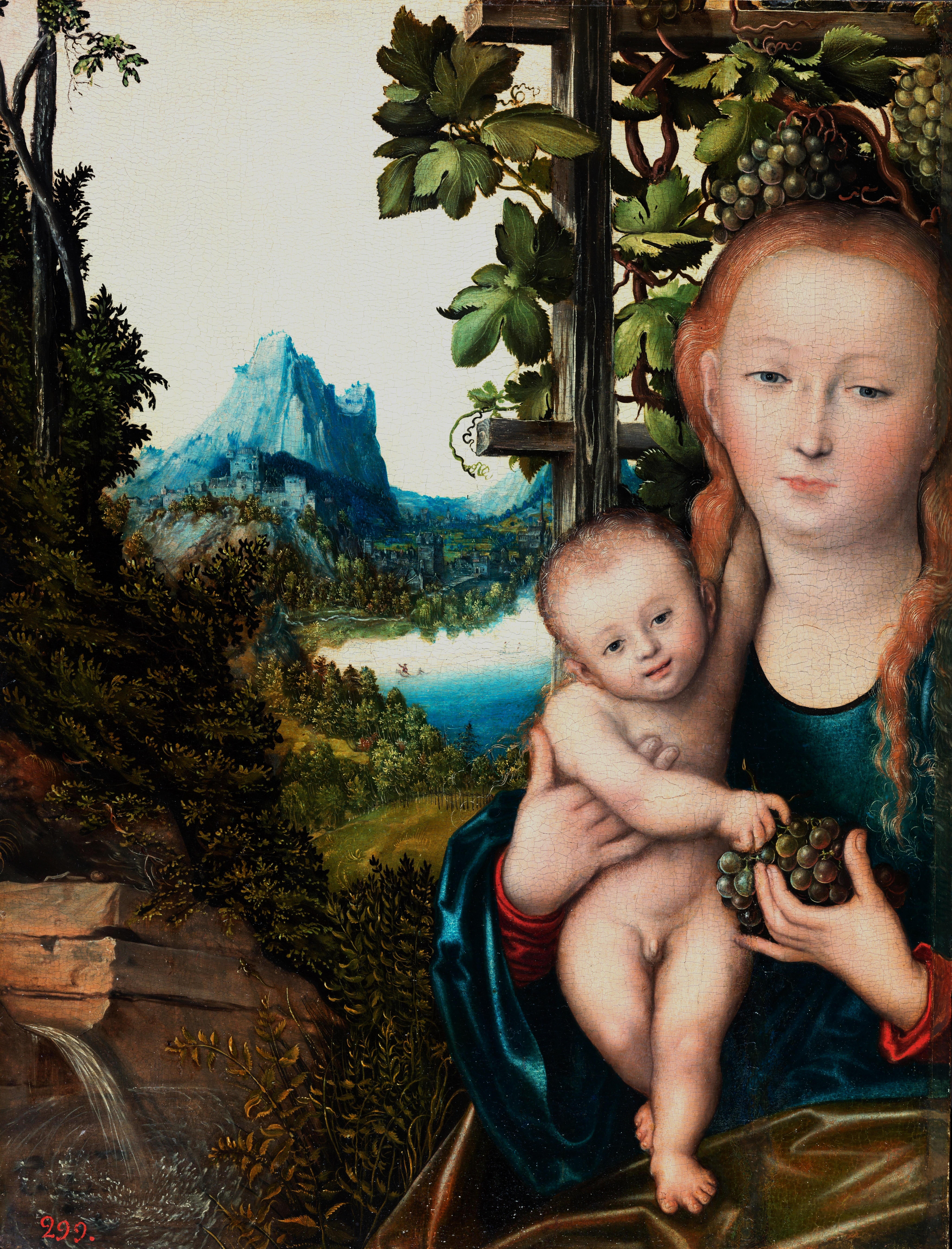
Мадонна с Младенцем (Мадонна в винограднике). Ок. 1520. Дерево, масло. Государственный музей изобразительных искусств имени А. С. Пушкина, Москва
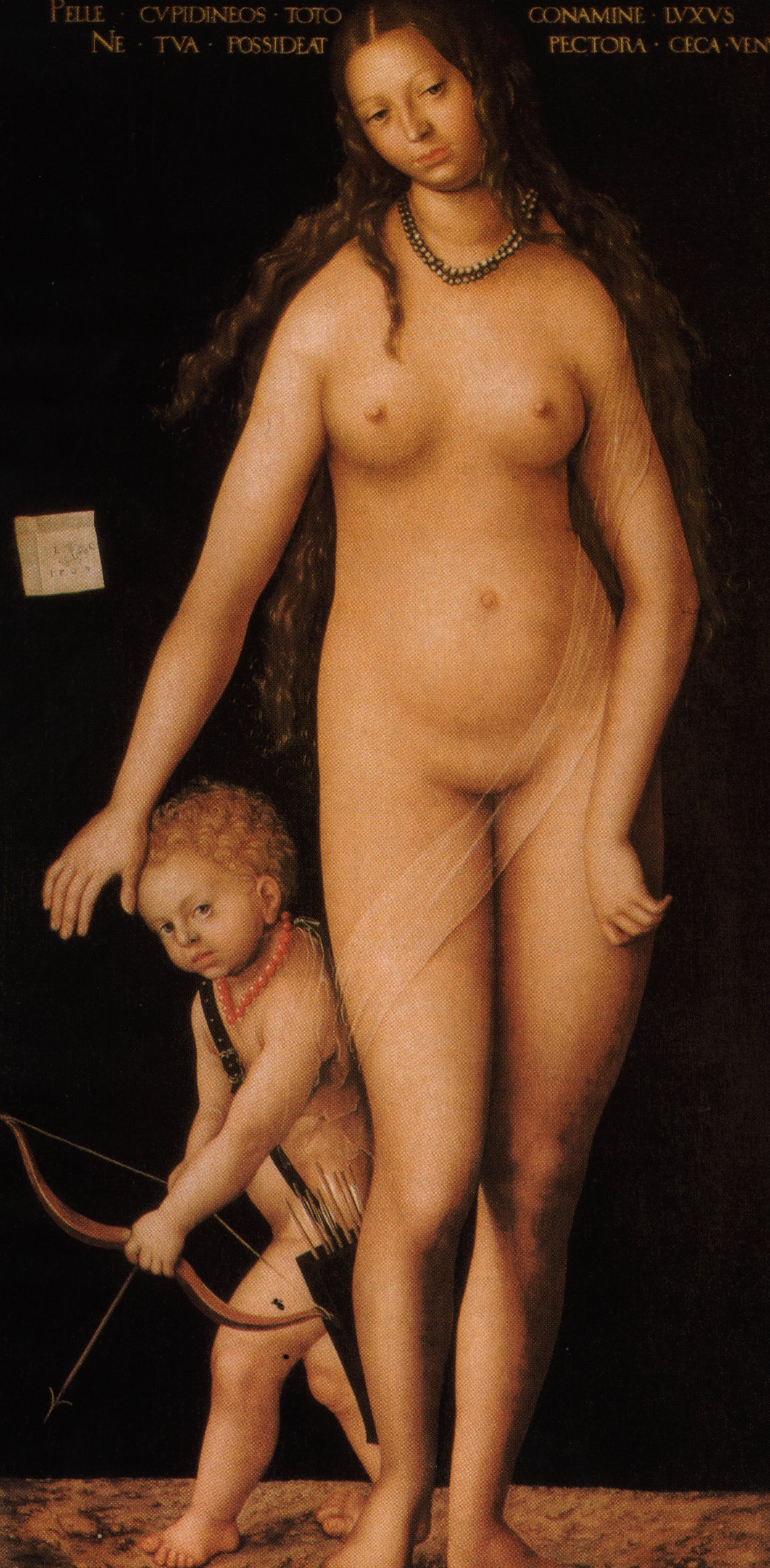
Венера и Амур. 1509. Холст, масло (переведено с дерева). Государственный Эрмитаж, Санкт-Петербург
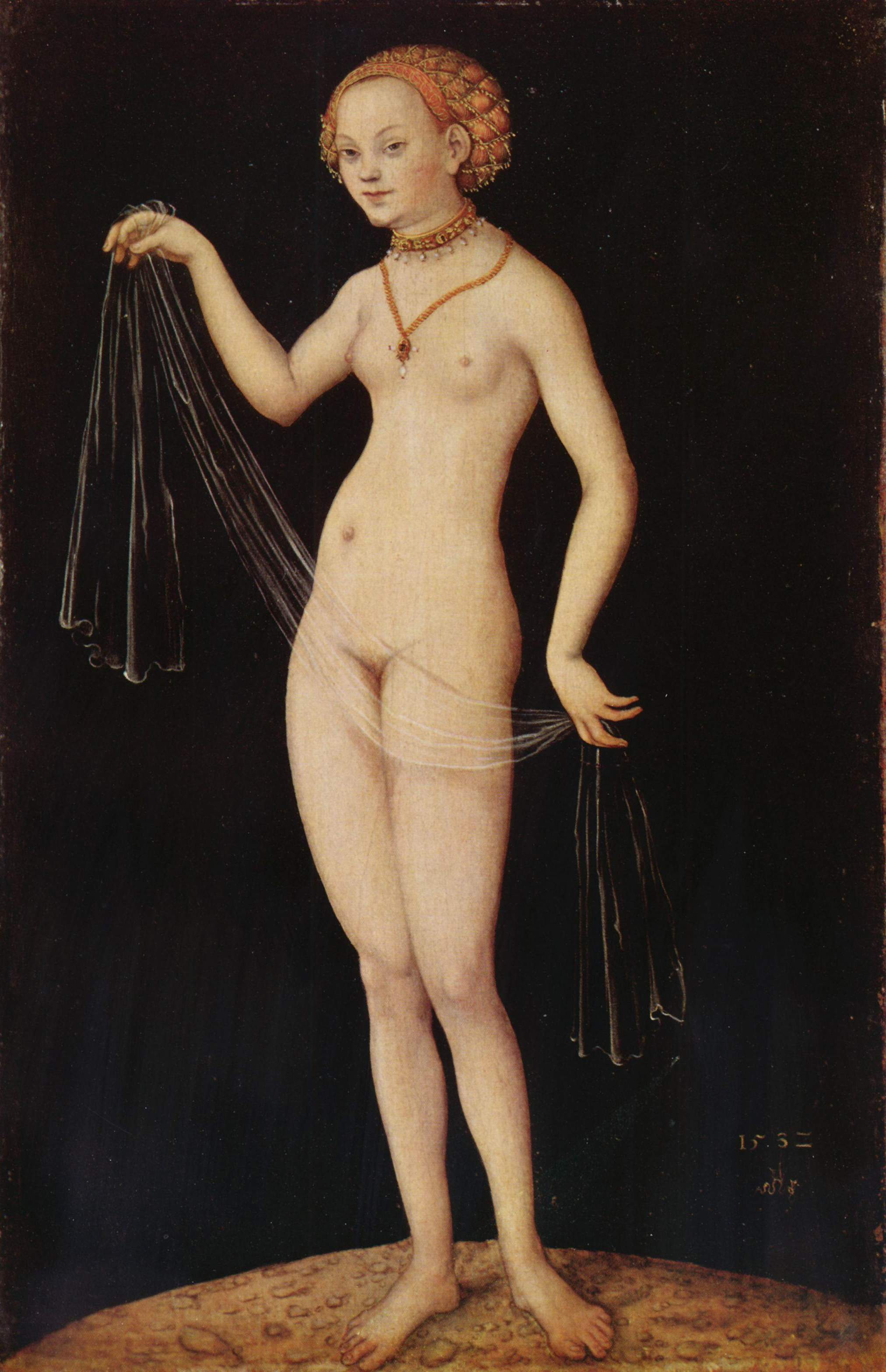
Венера. 1532. Дерево, масло. Штеделевский художественный институт, Франкфурт-на-Майне
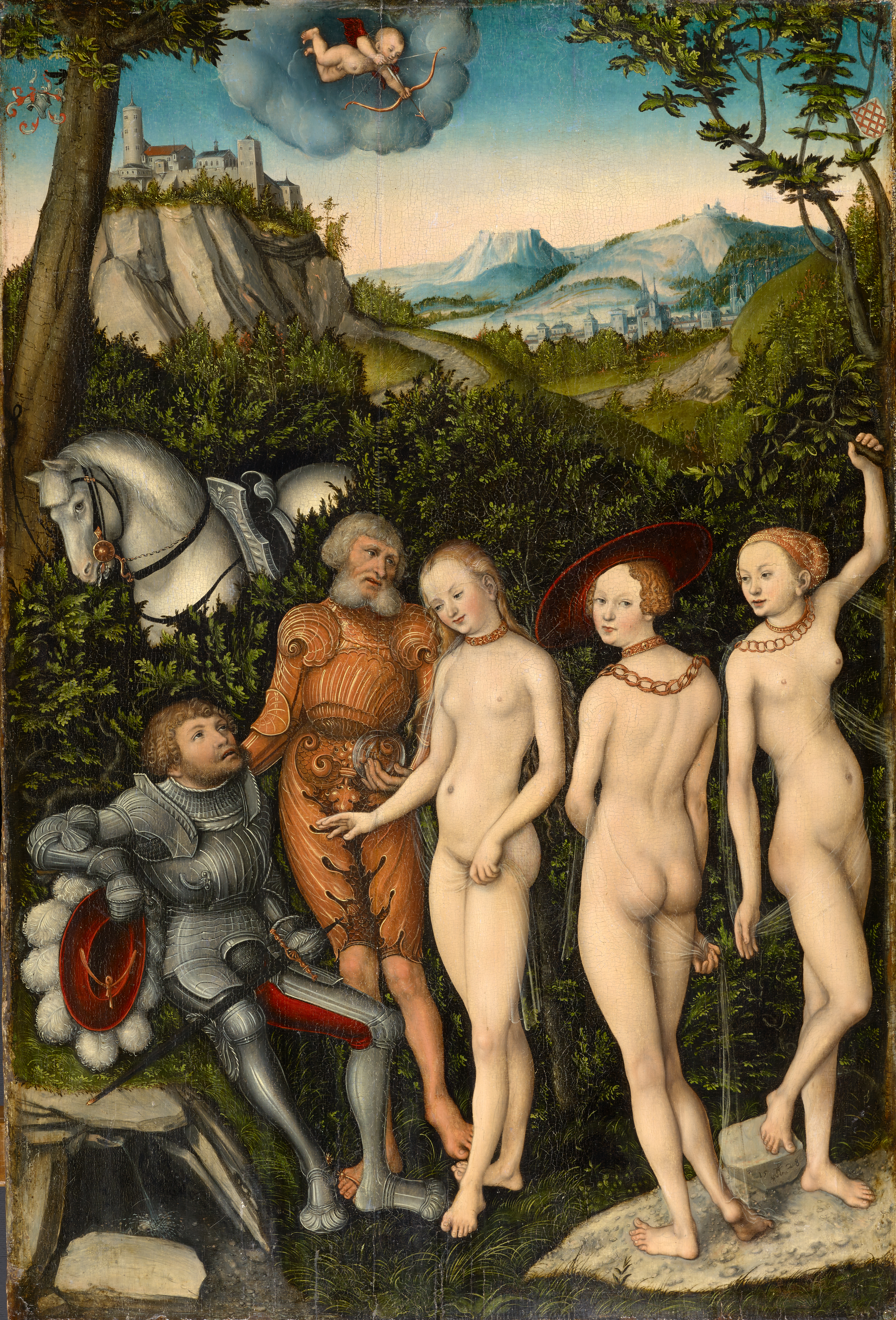
Суд Париса. 1528. дерево, масло. Художественный музей, Базель
Источник молодости. 1546. Дерево, масло. Берлинская картинная галерея
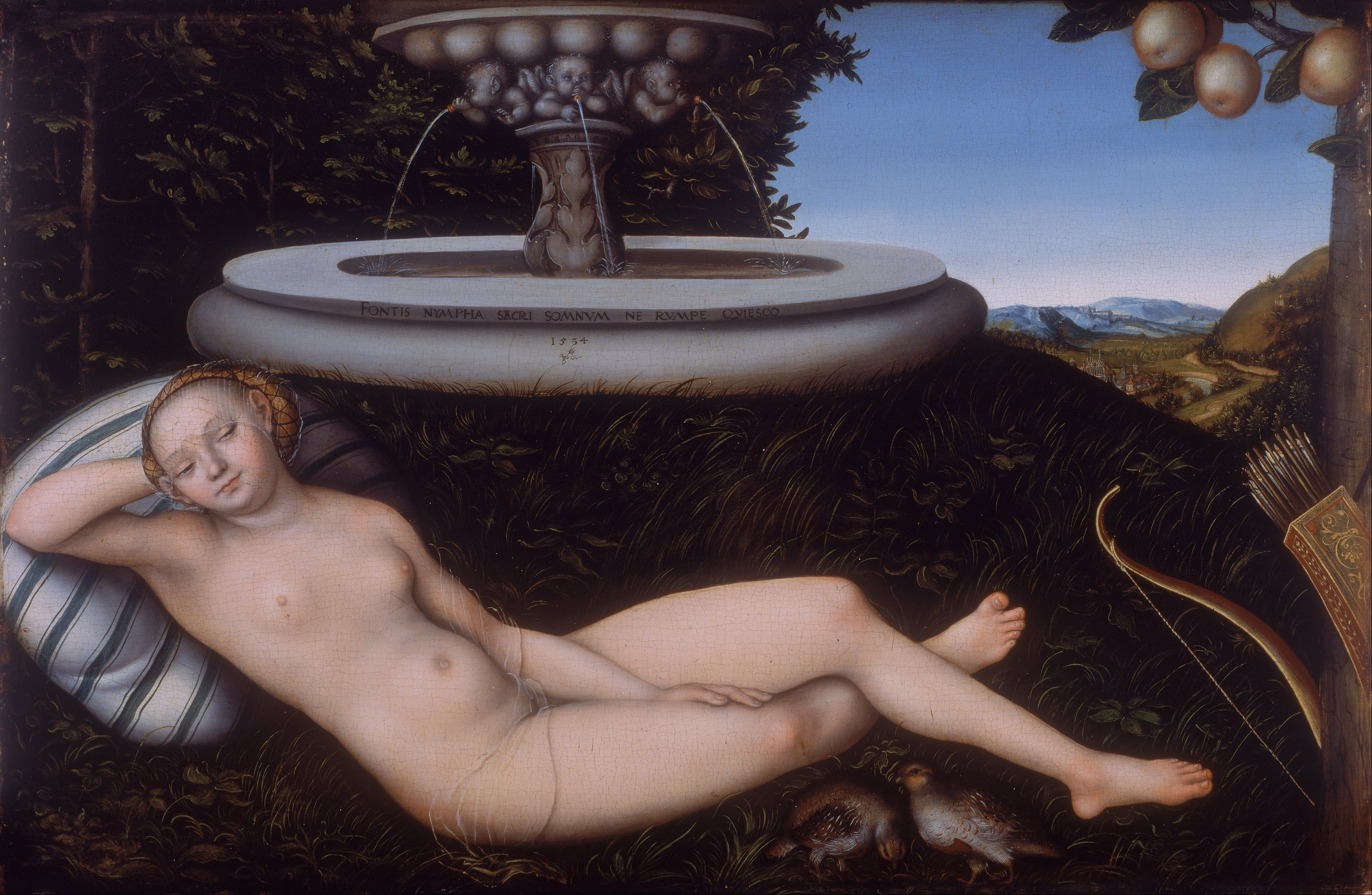
Нимфа источника. 1534. Дерево, масло. Галерея искусств Уокера, Ливерпуль
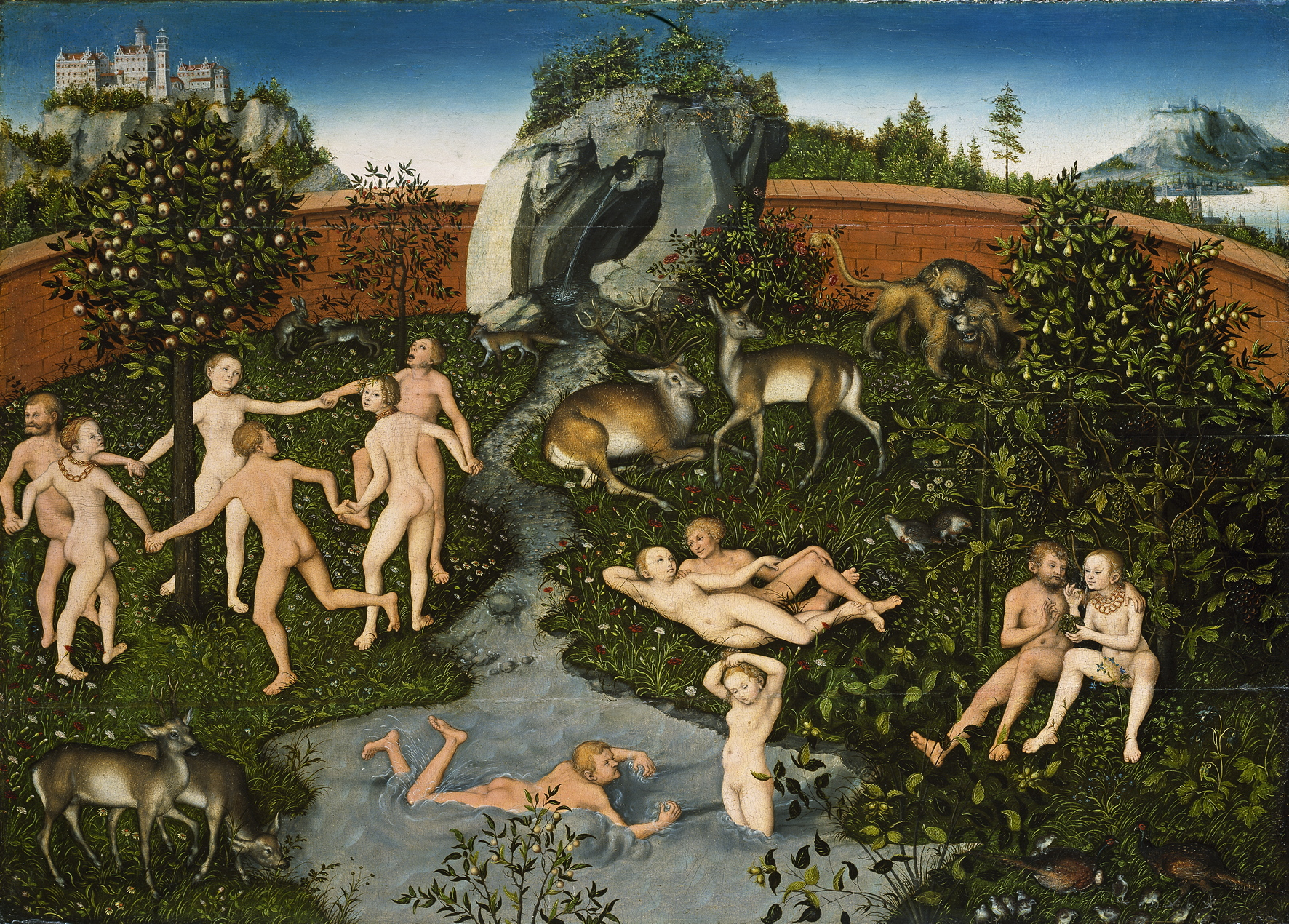
Золотой век. Ок. 1530. Дерево, масло. 	Национальный музей искусства, архитектуры и дизайна, Осло
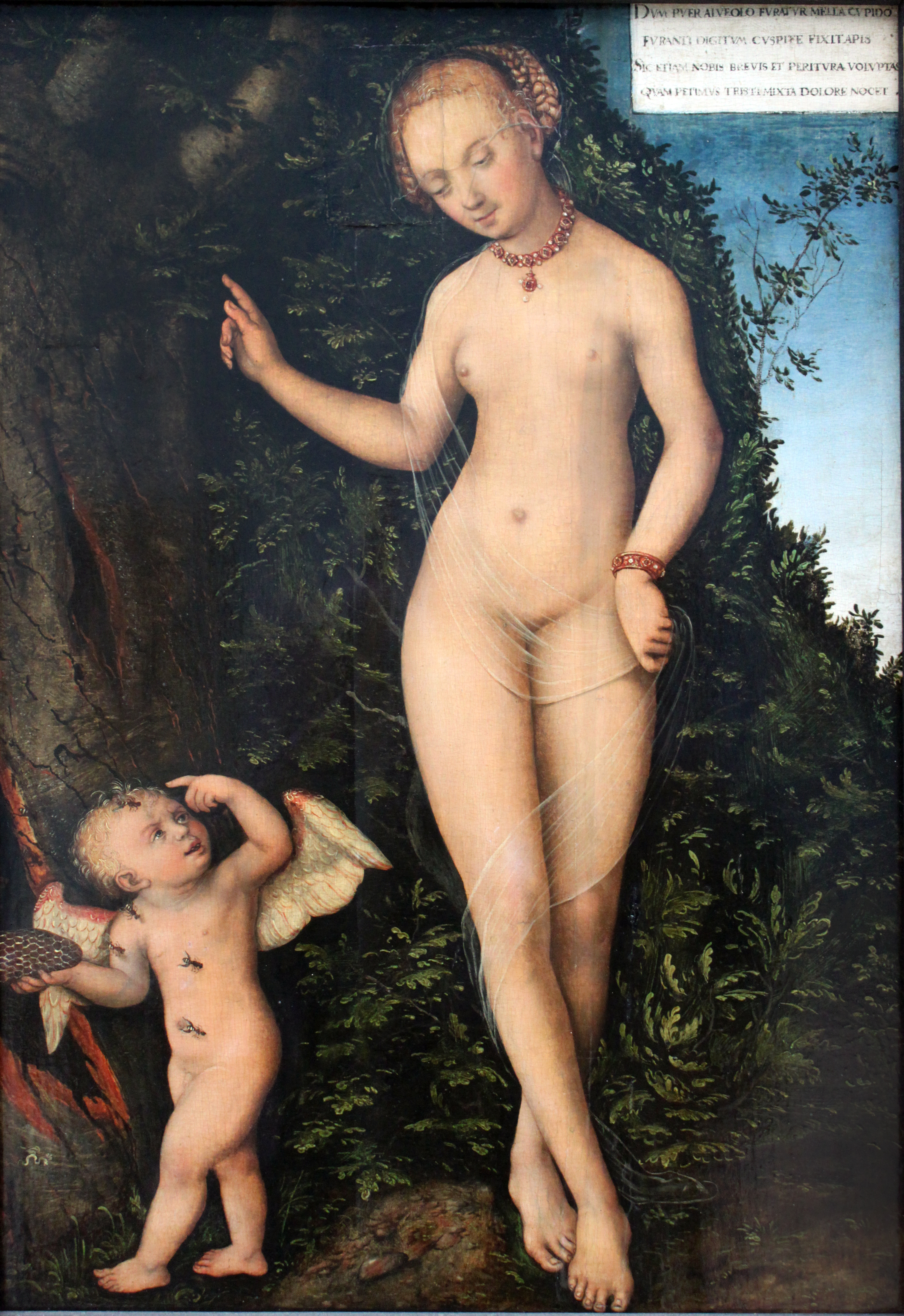
Венера с Амуром, ворующим мёд у пчёл. Ок. 1537. Дерево, масло. Германский национальный музей, Нюрнберг
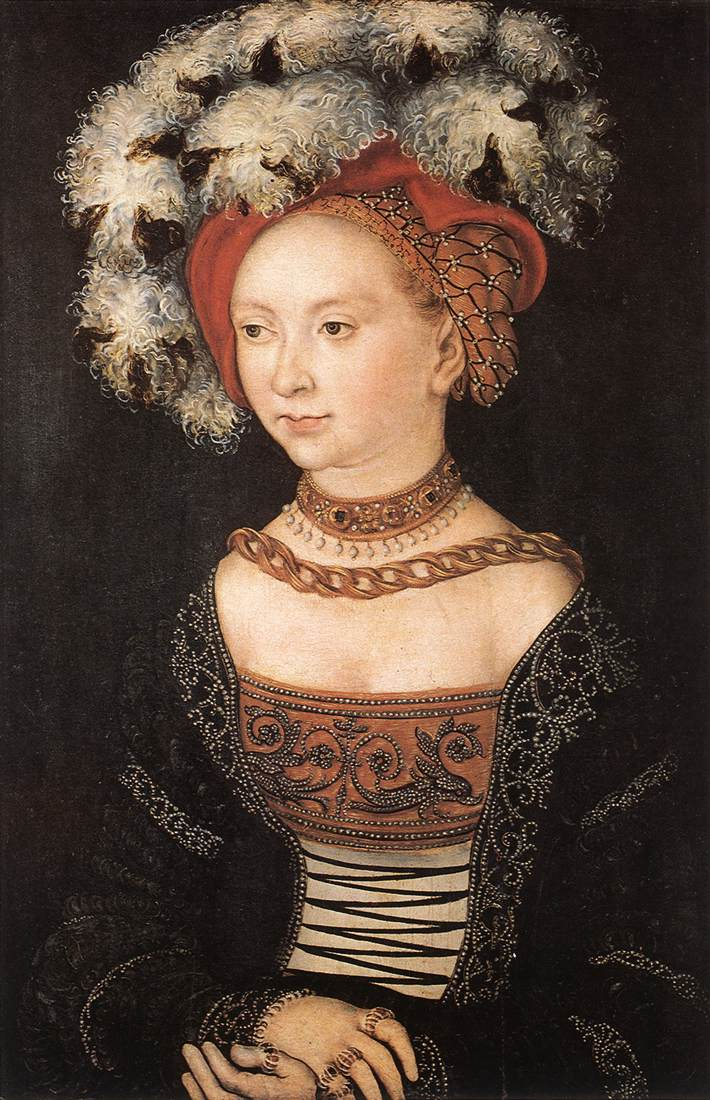
Портрет молодой женщины. 1530-е. Дерево, масло. Уффици, Флоренция
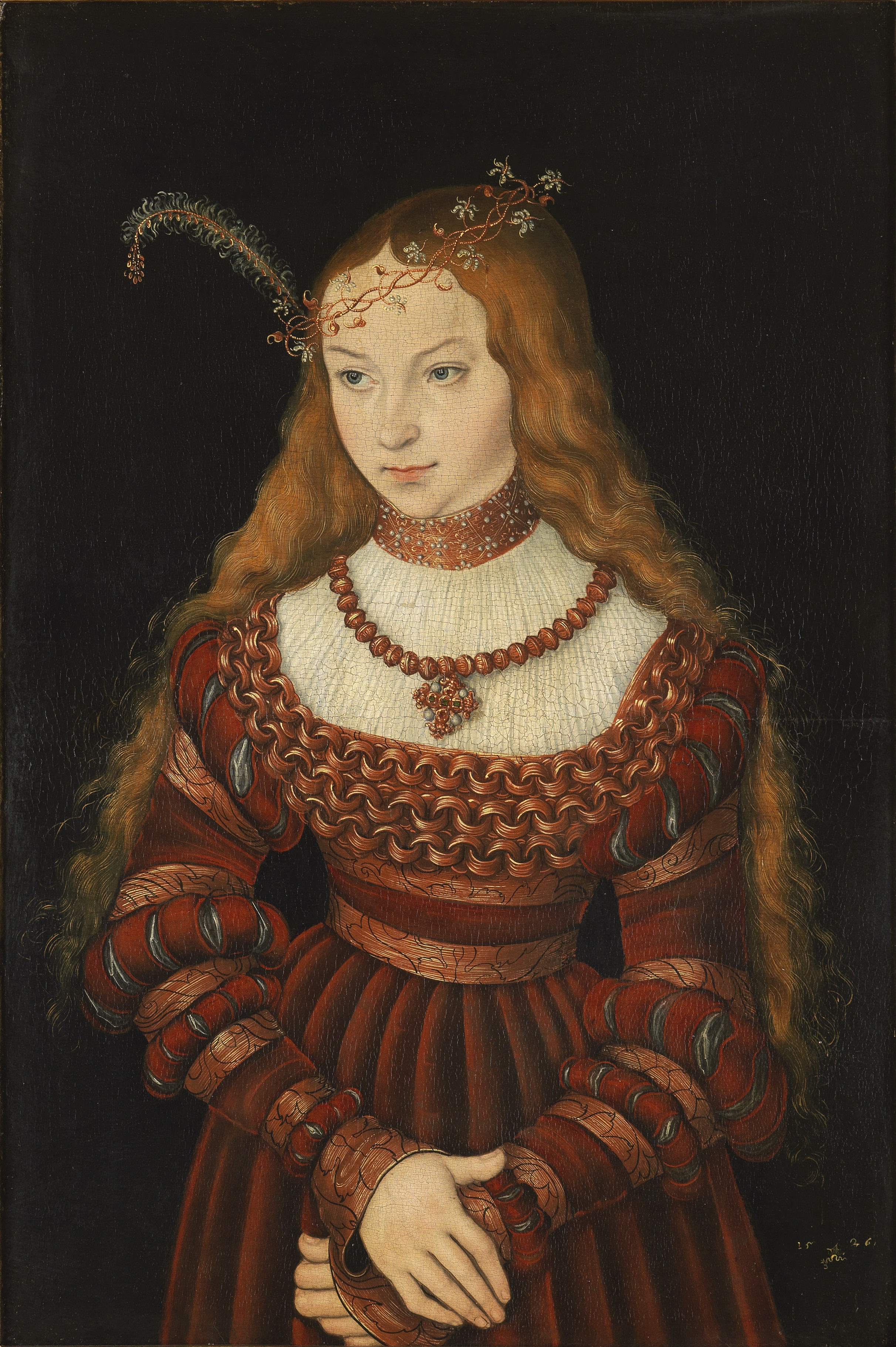
Портрет Сибиллы Клевской. 1526. Дерево, масло. Веймарский замок
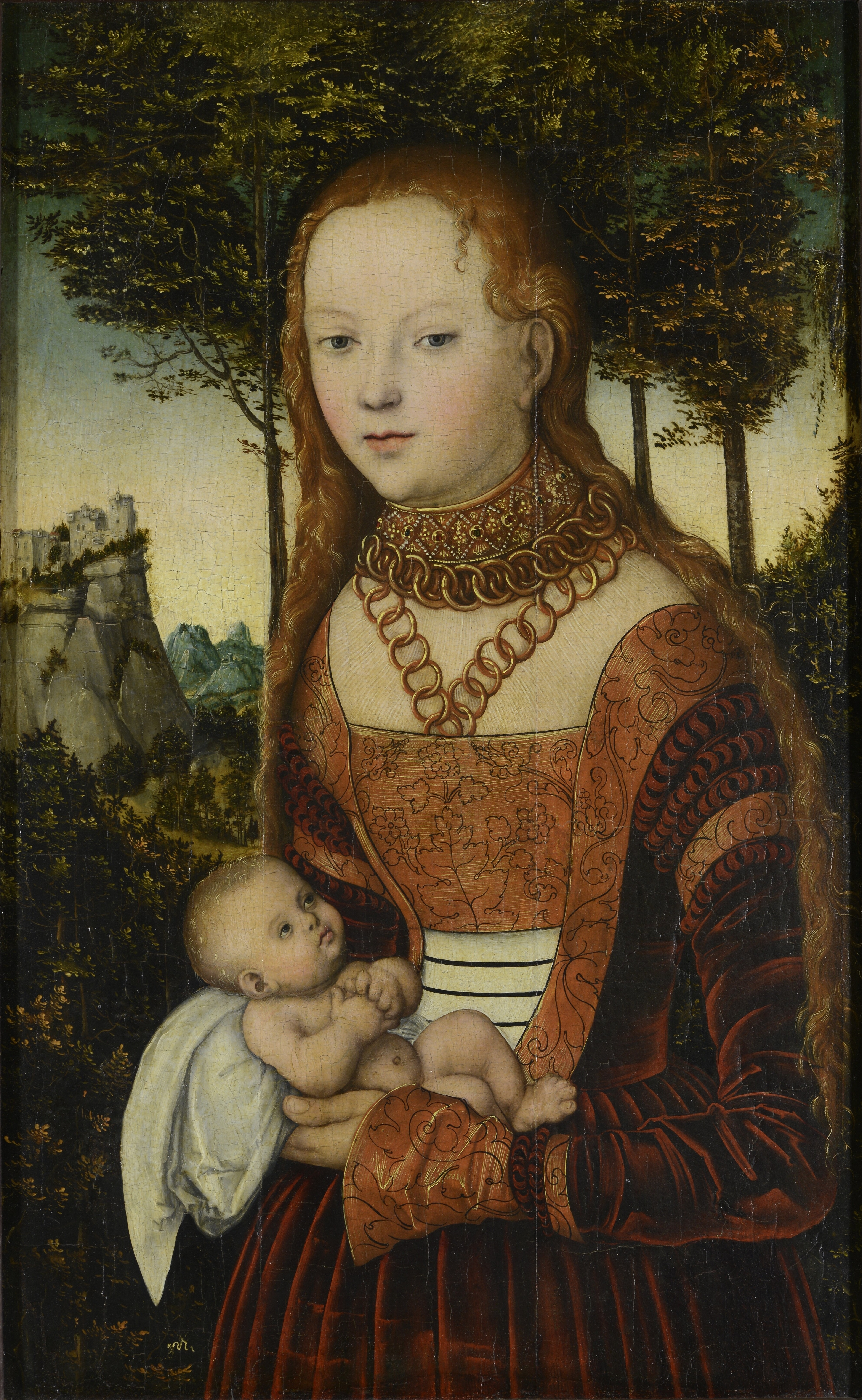
Молодая мать с ребёнком. Ок. 1525. Дерево, масло. Замок Вартбург
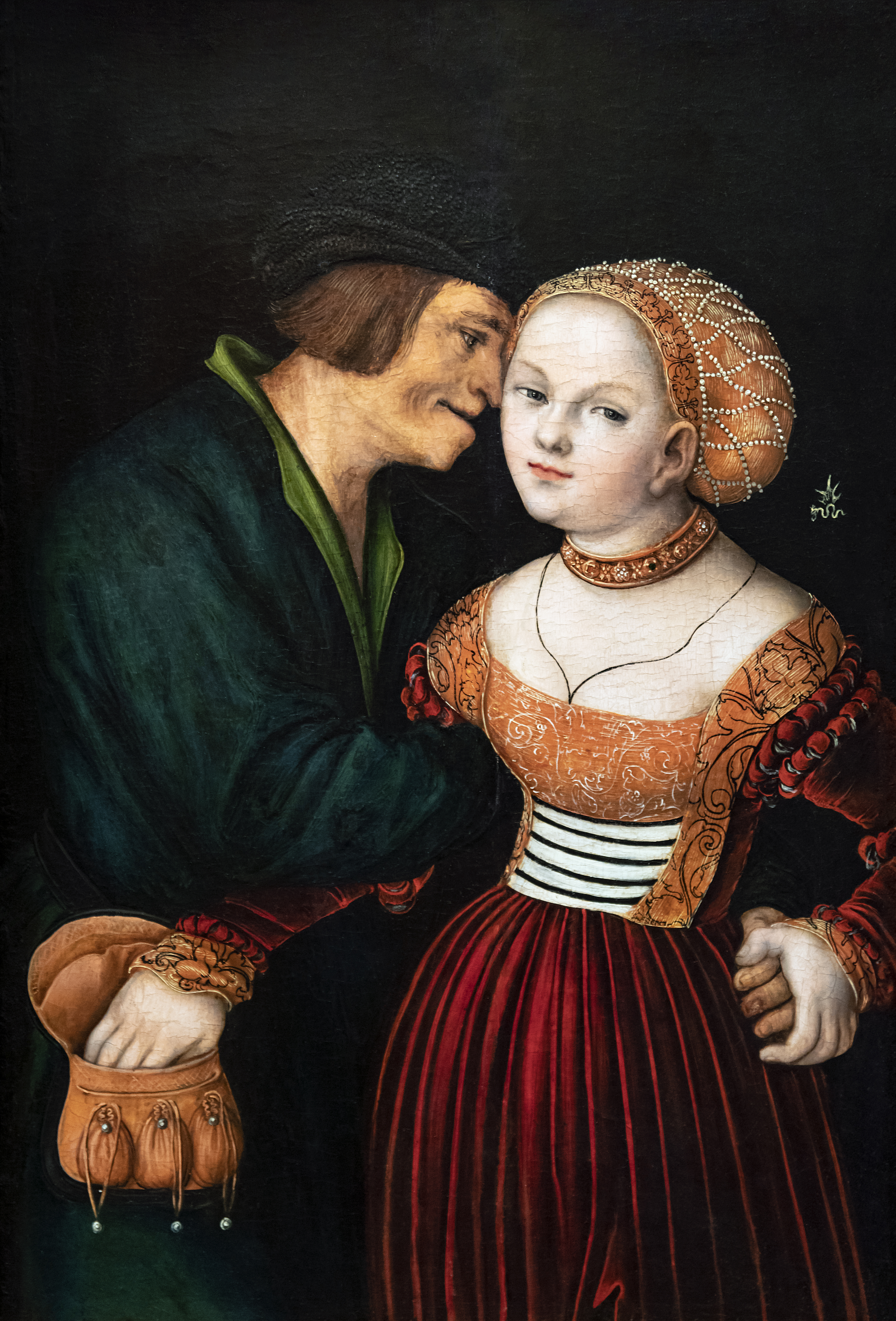
Любовная пара. 1489. Дерево, масло. Фонд Бемберга, Тулуза

## Избранные произведения
- Венера и Амур. 1509, Эрмитаж
- Мадонна с Младенцем под яблоней. 1530-е. Эрмитаж
- Мадонна под елями. ок. 1510, Архиепископский музей в Вроцлаве
- Мадонна с Младенцем. ок. 1520. ГМИИ им. А. С. Пушкина, Москва.
- Алтарь Святой Анны (Триптих Торгау). 1509, Франкфурт, Штеделевский институт
- Отдых Святого Семейства на пути в Египет
- Алтарь Святой Екатерины. Галерея старых мастеров, Дрезден
- Христос на масличной горе. Галерея старых мастеров, Дрезден
- Источник молодости. 1546, Берлинская картинная галерея
- Нимфа источника. 1518. Музей изобразительных искусств, Лейпциг
- Портрет И. Куспиниана. 1502—1503, Собрание О. Рейнхарта, Винтертур
- Портрет С. Рейса. 1503, Германский национальный музей, Нюрнберг
- Портрет И. Шёнера. 1529. Музей старинного искусства, Брюссель
- Портрет герцога Генриха Благочестивого
- Портрет Катарины Мекленбургской
- Кардинал Альбрехт Бранденбургский перед распятием. ок. 1520, Старая пинакотека, Мюнхен
- Портрет принцессы Сибиллы Клевской в наряде невесты
- Охота на оленей курфюрста Фридриха Мудрого. 1529. Музей истории искусств, Вена
- Портрет Мартина Лютера
- Юдифь с головой Олоферна. Государственная галерея Штутгарта
- Купидон жалуется Венере. Лондонская национальная галерея
- Меланхолия